# Salamá (Honduras)
Salamá è un comune dell'Honduras facente parte del dipartimento di Olancho.
Il comune venne istituito nel 1829.